# Карл-Гайнц Нагель
Карл-Гайнц Нагель (нім. Karl-Heinz Nagel; 17 січня 1917, Айслебен — 14 травня 1943, Атлантичний океан) — німецький офіцер-підводник, оберлейтенант-цур-зее крігсмаріне.

## Біографія
3 квітня 1937 року вступив на флот. З квітня 1939 року служив на есмінці «Еріх Штайнбрінк». З жовтня 1939 року — вахтовий офіцер, потім — командир корабля 12-ї протичовнової флотилії. В лютому-липні 1941 року пройшов курс підводника. З 4 вересня 1941 по червень 1942 року — 1-й вахтовий офіцер на підводному човні U-586, після чого пройшов курс командира човна. З 17 вересня 1942 року — командир U-640. 1 травня 1943 року вийшов у свій перший і останній похід. 14 травня U-640 був потоплений в Північній Атлантиці східніше мису Фарвель (60°32′ пн. ш. 31°05′ зх. д.) глибинними бомбами американського летючого човна «Каталіна». Всі 49 членів екіпажу загинули.

## Звання
- Кандидат в офіцери (3 квітня 1937)
- Морський кадет (21 вересня 1937)
- Фенріх-цур-зее (1 квітня 1938)
- Оберфенріх-цур-зее (1 липня 1939)
- Лейтенант-цур-зее (1 серпня 1939)
- Оберлейтенант-цур-зее (1 вересня 1941)